# Konradów (Neder-Silezië)
Konradów is een plaats in het Poolse district  Kłodzki, woiwodschap Neder-Silezië. De plaats maakt deel uit van de gemeente Lądek-Zdrój en telt 310 inwoners.